# Margherita Grandi
Margherita Grandi, nata Margaret Gard (Harwood Island, 10 ottobre 1892 – Milano, 29 gennaio 1972), è stata un soprano italiana di origine australiana.

## Vita e carriera
Margherita Grandi era nata con il nome di Margaret Gard a Harwood Island, Clarence River, nei pressi della città di Maclean, nella zona dei fiumi settentrionali del Nuovo Galles del Sud, in Australia. All'età di dieci anni la sua famiglia si trasferì in Tasmania dove frequentò la scuola a Hobart. Lasciò l'Australia nel 1911 per studiare al Royal Conservatory of Music di Londra. Studiò tra gli altri con Mathilde Marchesi e Jean de Reszke, e successivamente a Parigi con Emma Calvé. Fece il suo debutto professionale a Parigi, come mezzosoprano con il nome d'arte di Djéma Vécla (Vecla è l'anagramma di Calvé) cantando nel ruolo di Charlotte nel Werther di Jules Massenet. Nel 1922 interpretò per prima l'Amadis di Massenet a Monte Carlo.
Trasferitasi in Italia, sposò lo scenografo Giovanni Grandi, con il quale ebbe una figlia, Patricia. Dopo ulteriori studi a Milano, con Giannina Russ e un'assenza dal palco di quasi dieci anni, fece un nuovo debutto come soprano usando il nome da sposata Grandi nel 1932, al Teatro Carcano di Milano, come protagonista nell’Aida di Giuseppe Verdi. Debuttò alla Scala nel 1934 come Helen nel Mefistofele di Arrigo Boito. Fece il suo debutto britannico nel 1939 a Glyndebourne come Lady Macbeth di Verdi, considerata la sua più grande interpretazione. Cantò il ruolo di Maria nella prima italiana di Friedenstag di Richard Strauss  nel 1940.
In seguito, allo scoppio della seconda guerra mondiale, fu mandata in un campo di internamento ad Avellino, da dove suo marito riuscì a farla uscire; insieme ripararono nelle Alpi italiane per tutta la durata del conflitto. Si dice che abbia sostenuto attivamente i partigiani, aiutandoli a portare clandestinamente gli aviatori alleati in Svizzera.
Tornando in Gran Bretagna dopo la seconda guerra mondiale, cantò al Royal Opera House dal 1947 al 1950, come Leonora ne Il trovatore, come protagonista della Tosca di Puccini e come Donna Anna nel Don Giovanni di Mozart; in questa occasione la sua voce fu descritta come "ricca, flessibile e perfettamente modulata". Nel 1947 interpretò Lady Macbeth al Festival di Edimburgo.
Nel 1948 interpretò alcuni brani per la colonna sonora nel film Scarpette rosse (The Red Shoes). Nel 1949 diede una brillante interpretazione di Diana in Gli dei dell'Olimpo di Arthur Bliss al Covent Garden, poi tornò a Edimburgo come Amelia in Un ballo in maschera di Verdi.
Si ritirò dal palco nel 1951 e morì a Milano nel 1972.
La sua voce registrata può essere ascoltata mentre interpreta Giulietta nel film condotto da Beecham tratto da I racconti di Hoffmann di Jacques Offenbach, e nei brani tratti dalle opere di Verdi Macbeth, La forza del destino e Don Carlo, e dalla Tosca di Puccini. Lasciò poche registrazioni commerciali dal momento che aveva cinquant'anni quando iniziò l'epoca delle registrazioni. Non si è mai esibita e addirittura non è mai tornata nella sua nativa Australia, dopo essere partita nel 1911, e di conseguenza è poco conosciuta nella sua terra natale.

## Repertorio
| Ruolo                   | Titolo                    | Compositore |
| ----------------------- | ------------------------- | ----------- |
| Elena                   | Mefistofele               | Boito       |
| Carlotta                | Werther                   | Massenet    |
| Amadis                  | Amadis                    | Massenet    |
| Ottavia                 | L'incoronazione di Poppea | Monteverdi  |
| Donna Anna              | Don Giovanni              | Mozart      |
| Giulietta               | I racconti di Hoffmann    | Offenbach   |
| Gioconda                | La Gioconda               | Ponchielli  |
| Floria Tosca            | Tosca                     | Puccini     |
| Maria                   | Il giorno della pace      | Strauss     |
| Lady Macbeth            | Macbeth                   | Verdi       |
| Leonora                 | Il trovatore              | Verdi       |
| Amelia                  | Un ballo in maschera      | Verdi       |
| Donna Leonora di Vargas | La forza del destino      | Verdi       |
| Elisabetta di Valois    | Don Carlo                 | Verdi       |
| Aida                    | Aida                      | Verdi       |